# 国鉄143系電車
143系電車（143けいでんしゃ）は、日本国有鉄道（国鉄）が1977年から1982年にかけて導入した直流事業用電車である。

## 概要
旅客用でない新性能単独電動車 (1M) 方式の系列で、1967年（昭和42年）に登場したクモユ141形のシステムをベースに、発電ブレーキ、抑速ブレーキを付加したものである。
1976年度に首都圏のATC導入に対応した牽引車のクモヤ143形が登場し、続いて荷物車のクモニ143形、郵便・荷物合造車のクモユニ143形、郵便車のクモユ143形が登場した。これらの形式はクモユ141形をベースに発電・抑速ブレーキを搭載したもので、143系と総称される。
郵便・荷物電車では旅客車との併結も多くあり、その連結相手は113系、115系などの直流近郊形、165系などの直流急行形であった。そのため歯車比の異なる電車と連結しても協調運転ができるよう構造が工夫されていた。
設計の標準化を取り入れており、将来の郵便車・荷物車への設計変更が容易に可能な構造となっていた。また、将来の直流区間における旧性能旅客電車の置き換え用車両として設計可能なよう考慮されていた。143系列と同様の直並列制御を採用した旅客車は、国鉄末期にクモニ143形からの改造で登場したクモハ123形で実現した。

### 登場の経緯
1957年登場の101系に始まる国鉄の新性能電車は、電動車を2両1組としたMM'ユニット方式が基本であった。国鉄の新性能電車で1M方式を初採用したのは1959年の交流試験車クモヤ791形で、営業用では1967年の711系試作車が、直流電車では郵便車クモユ141形が最初となった。クモユ141形は出力100 kW・端子電圧750 VのMT57系主電動機を用いて直並列制御を行うとともに、性能特性が国鉄標準電動機MT54系と合わせられていた。
クモユ141形以降はしばらく直流新性能1M電車の製造はなく、1M車が主体の郵便・荷物車や事業用車は旧性能電車が改造転用されていた。1977年よりクモヤ143形が新製され、郵便・荷物電車も旧性能電車の置き換えと保守向上を考慮して本系列が新製投入された。

## 新造車

### クモヤ143形
クモヤ143形は、首都圏地区のATC化に対応し、また老朽化したクモヤ90形の代替として、1977年に登場した直流用事業用車（牽引車）である。番台区分は出自の違いにより、新製車の0番台、クモニ143形から編入された50番台の2区分が存在する。

#### 登場の経緯
山手線など首都圏3線区では保安装置にATCが導入されることになったが、従来配置の旧性能車改造の牽引車ではブレーキ力が不十分であった。一方で新設の車両基地には牽引車の配置がなく、車両数増加での牽引車不足分を改造車で補っていた。そのため首都圏のATC導入線区向けに新性能牽引車を新製投入し、捻出された旧性能牽引車を他区所へ転用することになった。
1977年から1980年（昭和55年）までに21両が製造され、浦和電車区・品川電車区をはじめとした首都圏の通勤路線を受け持つ車両基地に配置された。製造の状況は次の通りである。
| 製造年度        | 近畿車輛       | 日立製作所     |
| --------------- | -------------- | -------------- |
| 1976年度（4両） | 1, 2（2両）    | 3, 4（2両）    |
| 1977年度（8両） | 5 - 8（4両）   | 9 - 12（4両）  |
| 1979年度（9両） | 13 - 18（6両） | 19 - 21（3両） |

#### 構造

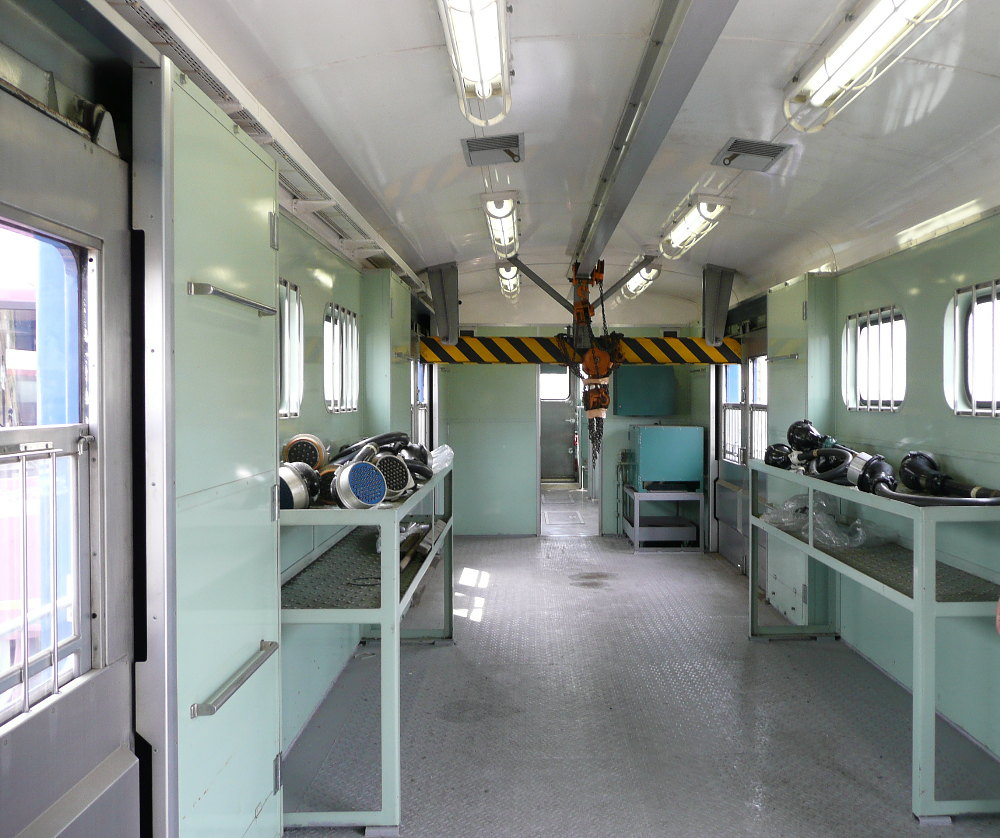
車内。棚の上には、ジャンパ連結器形状の異なる車種と併結するための特殊ジャンパ連結器を常備。奥の警戒色の装置は他列車救援時などに使うクレーン装置。

ATCで必要なブレーキ力を確保しつつ新性能電車1両を無動力で牽引でき、直流新性能電車全てと協調運転可能な設計とされた。車体は1M方式の前面貫通・両運転台構造であり、クモユ141形をベースにしつつも牽引車・荷物車・郵便車への共通化が可能な設計としたほか、将来の地方線区の旧型直流電車置き換え用車両としての共通化も考慮された。クモユ141形には発電ブレーキがなく保守・運用面で不便とされたため、性能上可能な範囲で発電ブレーキが設けられた。
車体は20m級の鋼製車体で、車体長は19,500 mm、車体幅は2,800 mmである。前面は高運転台の貫通構造で、前面ガラスは301系のように左右に後退角が付けられた。運転台は両運転台構造で、窓下に前照灯が左右各1灯、その下に尾灯が設置された。前面貫通扉下部横にはシャッター付きのAW-5形空気笛が設けられ、貫通扉上部には行先表示器が設置された。製造当初から前面排障器（スカート）が装備されたほか、連結器の胴受けは1 - 12までは支え部が直線状、13以降はせり上がった形状になっている。
室内配置は前位乗務員室後部からATC機器室・ATS等の機器室、その後部に機材室、控室、後位乗務員室の配置となった。機材室には幅1,800 mmの両開き扉が片側2箇所ずつ設けられ、重量物の積み込みが容易なようクレーン装置が設置された。控室には片側あたり6人分のロングシートが両面に設けられ、側窓として幅1,080 mmの上段下降・下段上昇式ユニット窓が設けられた。
パンタグラフ設置部分は屋根高さが20 mm低くなっており、折り畳み高さの低いPS23系を搭載することで中央東線や身延線の狭小トンネルにも入線可能となる。塗色は事業用車標準の青15号で、前面に黄5号の警戒色を施している。
台車は床下スペース確保のため、台車はコイルばね台車のDT21B形を基本に、基礎ブレーキを構造が簡単な踏面ブレーキ片押し式のDT21C形が搭載された。台車には車輪踏面清掃装置も設置され、空転・滑走の発生防止などに対応している。
主電動機は東洋電機製造が原設計を担当したMT57Aが採用された。出力は100 kW、端子電圧は750 Vである。主抵抗器は発電ブレーキ機能を持たせるため強制通風式のMR133形とされた。4個のうち2個ずつを永久直列接続とし、直並列つなぎ替えを可能にしている。クモユ141形にはなかった発電ブレーキ・抑速ブレーキが装備されており、近郊形電車の標準に近い仕様となった。
パンタグラフは車庫内の入換を考慮して2基が搭載されており、第1パンタグラフは編成全体で、第2パンタグラフは各車単独で上昇可能となる。
主制御器は新設計のCS44形が搭載された。主電動機4基分を制御する1C4M方式で、直並列つなぎ替え制御を行いつつ発電・抑速ブレーキとノッチ戻しが可能な設計となった。主幹制御器は力行5ノッチ、抑速5ノッチのMC53形である。
電動発電機は牽引や自車以外の電車の試験に対応するため70 kVAのものが採用され、当初は157系の廃車発生品を改造したMH94A-DM58A形が、クモヤ143-5以降は耐雪構造強化型のMH94B-DM58B形が搭載された。空気圧縮機は2両分の大容量タイプであるMH113B-C2000M形が搭載された。

#### 運用

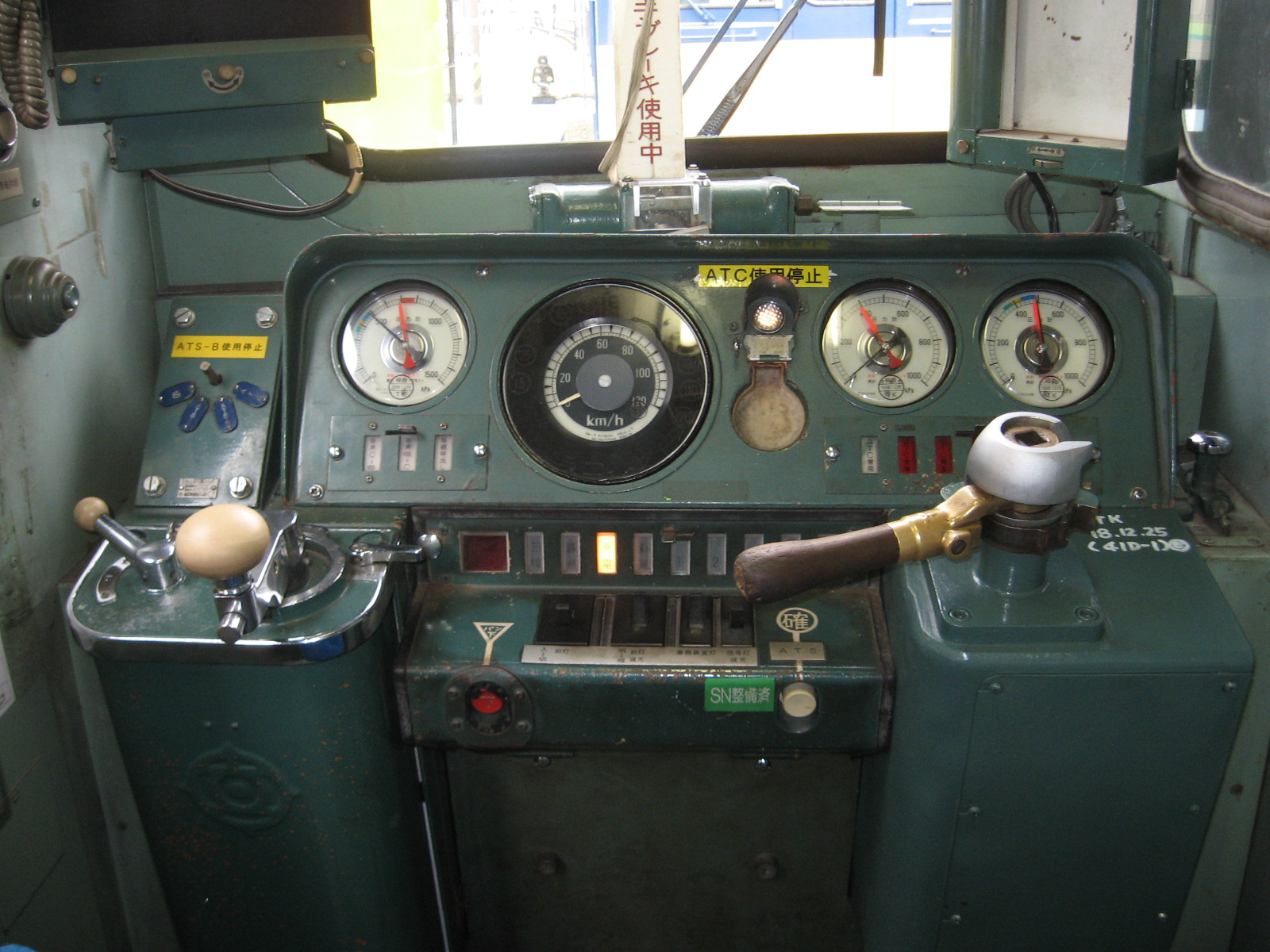
クモヤ143-6前位側運転台（鎌倉車両センターにて）

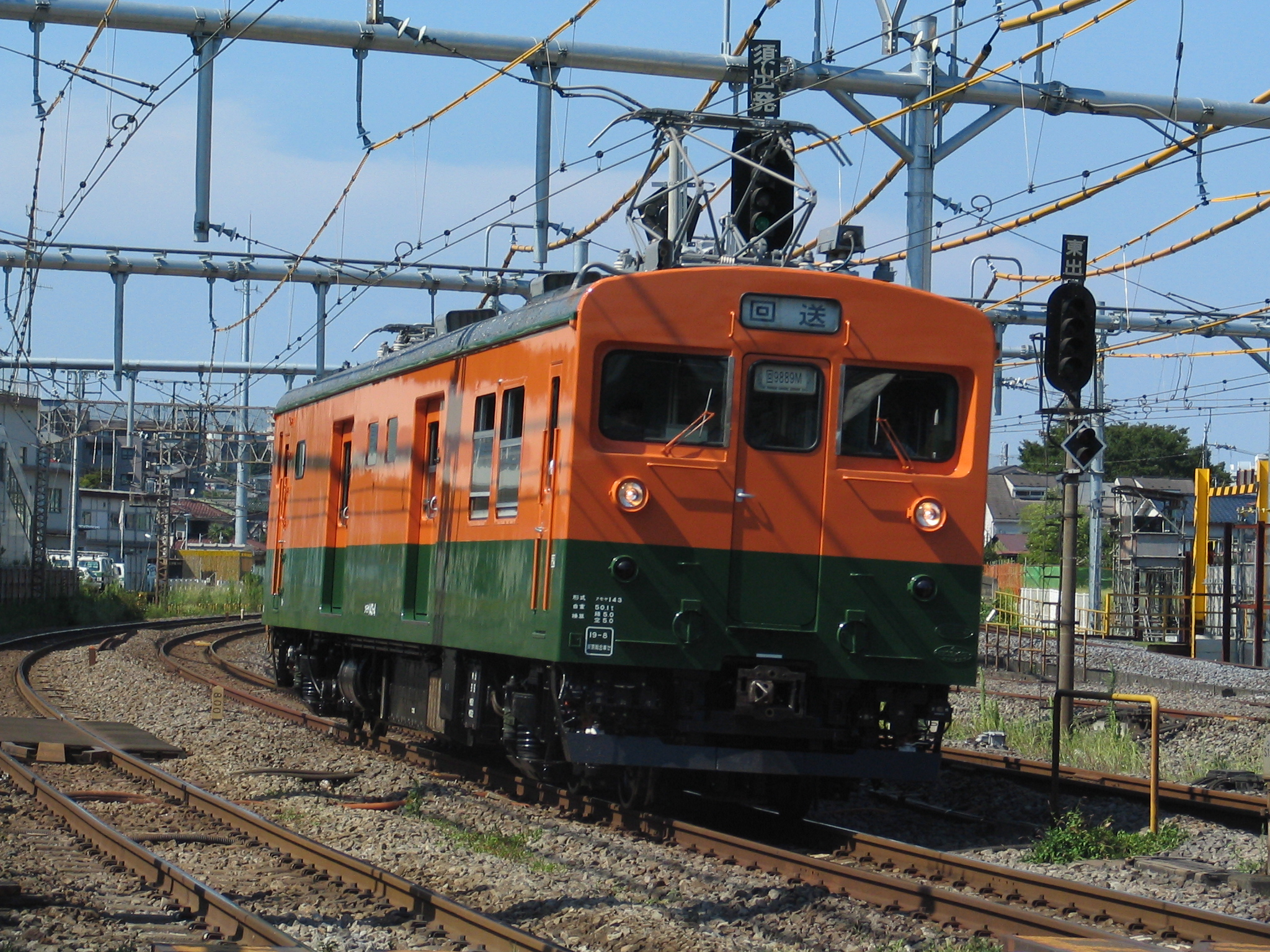
湘南色となったクモヤ143-4

国鉄分割民営化に際しては0番台は21両全車が東日本旅客鉄道（JR東日本）へ継承された。21世紀以降は車輌の検査基準が車両単位から編成単位の検査へ変わったことが影響し、配給回送そのものが激減したことから廃車が進行している。
2004年（平成16年）にはE491系の導入に伴い、17・18が初の余剰廃車となったが、現車は東京・大宮総合訓練センター（大宮総合車両センター東大宮センター構内）と八王子総合訓練センター（新秋津駅構内）にそれぞれ訓練用として残った。このうち6はクモヤ143形で唯一の冷房装置を搭載しており、車体側面に排気用のルーバーが取り付けられていた。
牽引車として本線を走行するほか、各車両基地での入換作業や、最寄駅との間で社員輸送などを行うことも多い。なお、鎌倉車両センターや国府津車両センターなど、ATCを使用する機会のない車両基地に配置される車両では、ATCが撤去された。国府津車両センター配置の4は、2007年（平成19年）8月に東京総合車両センターにて定期検査施工の際に、湘南色に塗装変更された。
一部の車両はブレーキ装置に電気指令式ブレーキ車両との協調対応改造が行われているほか、東京総合車両センター配置の8、9はATC100km/h対応車である。川越車両センター配置の11のATCは2018年4月の大宮出場の際に撤去されているが、2019年に廃車された。
2022年4月1日時点で、0番台は8、9の2両が車籍を残していた。21が訓練機械として東京・大宮総合訓練センターに常駐していたが、2021年2月に現地で解体されている。
2023年4月4日付で8, 9の2両が廃車され、廃形式となった。2両は2023年6月8日に長野総合車両センターで解体された。

### クモニ143形

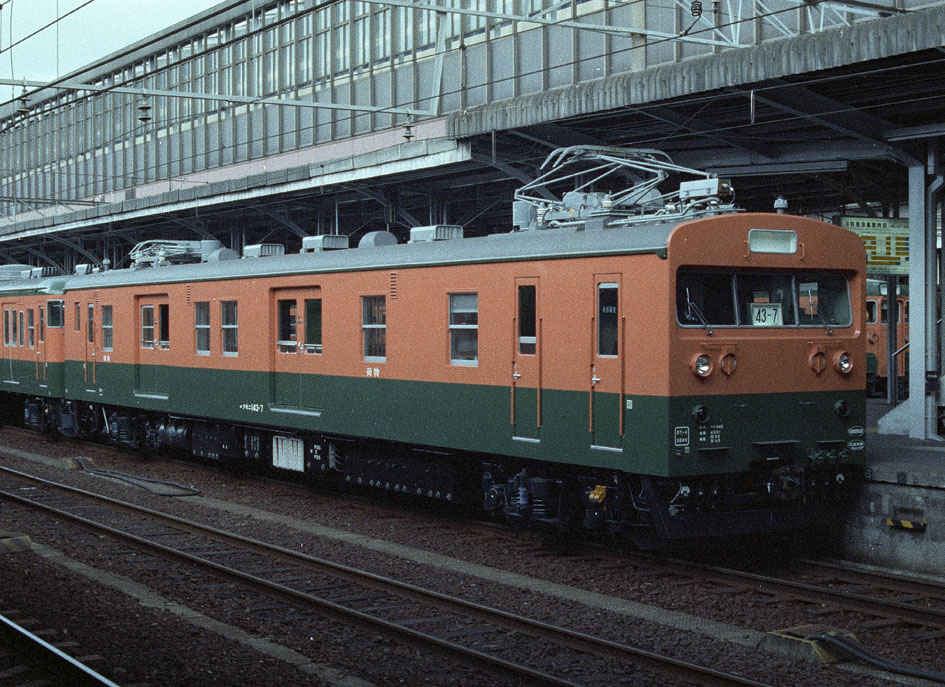
クモニ143-7（1982年 岡山駅）

1978年10月のダイヤ改正で東北・高崎線と信越線の輸送力増強が行われ、客車列車の電車化に伴って郵便・荷物車も電車化が必要になった。国鉄で荷物輸送に従事していた荷物電車は旧形車からの改造車が多く、老朽化や併結する旅客車の車両性能向上による高速化の妨げとなっていた。それらの問題を解決するため、荷物電車初の新性能電車として、1978年（昭和53年）8月5日と1982年（昭和57年）4月27日に計8両が新製された。製造所はいずれも近畿車輛である。

#### 構造
車体は牽引車クモヤ143形を基本に前面を非貫通構造としたもので、車体高さはクモユ141形と同じ3,654 mmとされた。前面窓下に前照灯と尾灯、内側にシャッター付きタイフォンが設置され、前面窓上には行先表示幕が設けられた。側窓は荷物室・荷扱車掌室とも幅674 mmのユニット窓が設けられた。
室内配置はクモニ83形に準じ、前位側より第1運転室、荷物室、トイレと貴重品室、荷扱車掌室、第2運転室の配置とされた。荷物室の扉は幅1,800 mmの両開き扉が片側2か所に設置されている。荷物室の荷重は10 tである。
主要機器もクモヤ143形に準じており、主電動機は出力100 kWのMT57A、主制御器は単行運転が可能な1C4M方式のCS44、主抵抗器はMR133A、台車はDT21Cで、主幹制御器はMC53である。電動発電機は出力70 kVAのMH97A-DM61A、空気圧縮機はMH80A-C1000が搭載されており、いずれも自車1両分ほどの容量となっている。パンタグラフは中央東線狭小トンネル対応のPS23Aが2基搭載されたが、1982年の伯備線電化開業用増備車ではPS16Jが2基搭載されている。
ブレーキはクモユ141形になかった発電・抑速ブレーキが搭載されており、SELD発電ブレーキ併用電磁直通ブレーキが採用された。

#### 運用

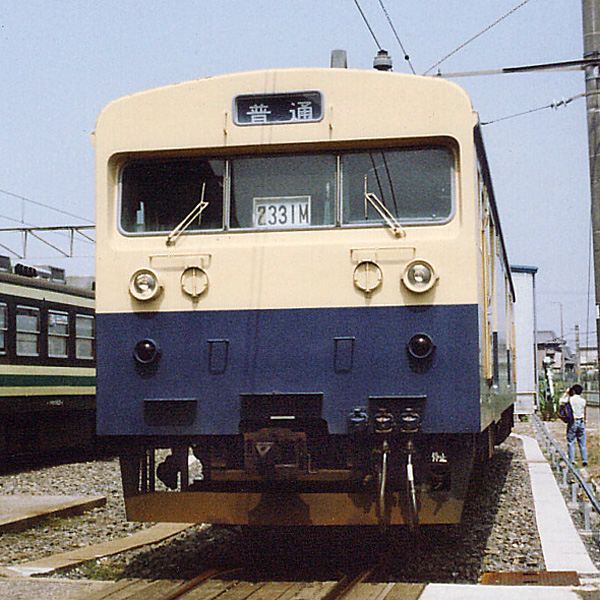
スカ色のクモユニ143形（幕張電車区）

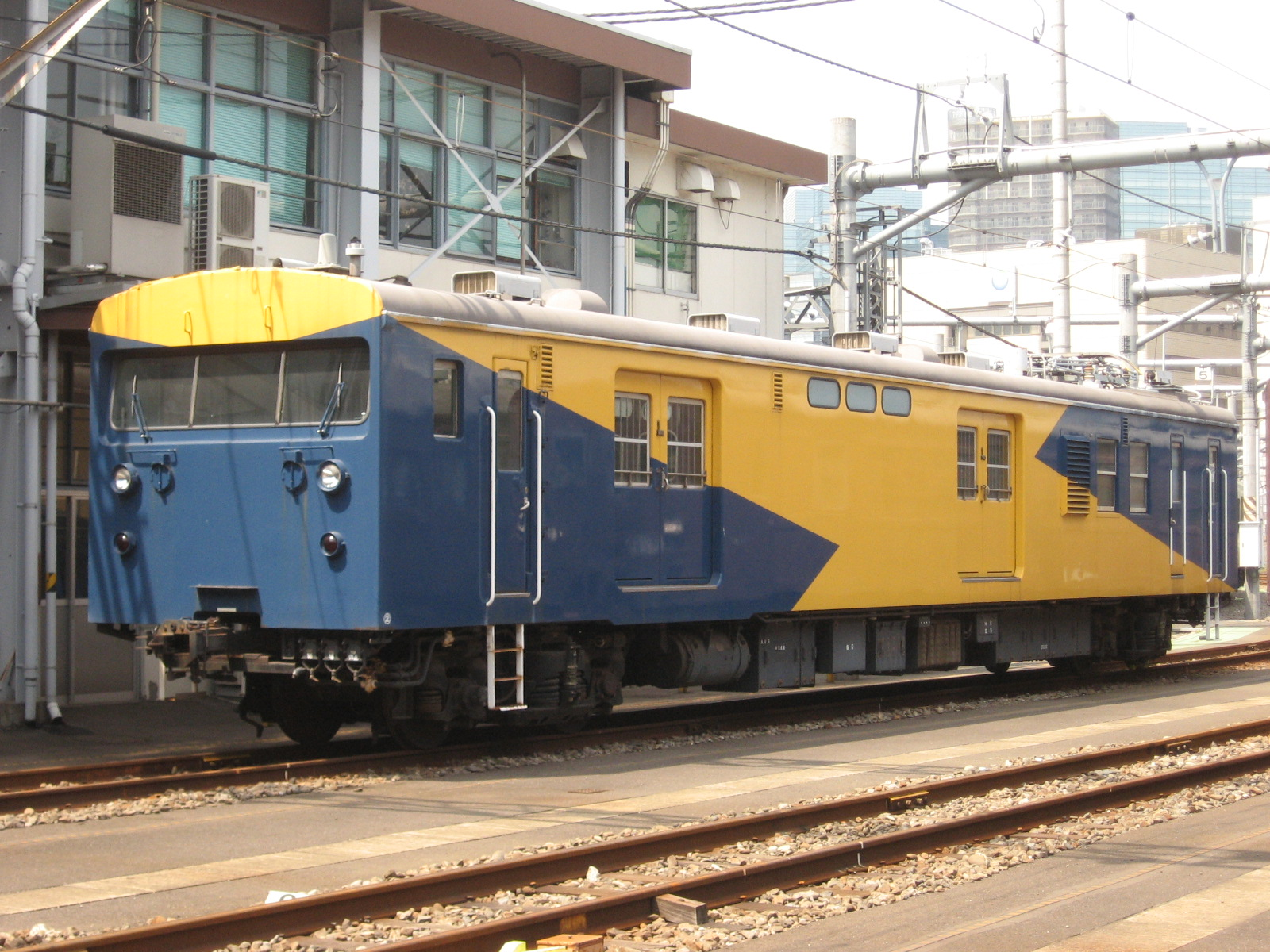
東京総合車両センターの入換動車となった元クモユニ143-2（2007年8月）

1978年（昭和53年）、1 - 5が信越本線用として長野運転所に配置され、1982年（昭和57年）には伯備線電化開業用として6 - 8が増備されて岡山電車区に配置された。1985年（昭和60年）には、長野配置車は1 - 3が大垣電車区へ、4、5は長岡運転所へ転出し、それぞれ旧形車を置き換えた。1986年のダイヤ改正により荷物車としての運用を終了した。

### クモユニ143形

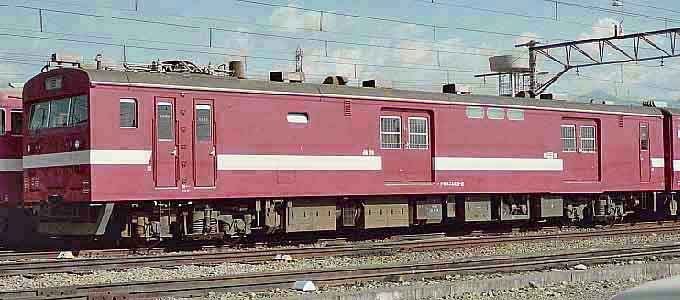
身延色時代のクモユニ143形（富士電車区）

1981年（昭和56年）7月7日、身延線の新性能化にともない登場した。投入路線の需要から、郵便・荷物合造車として4両が近畿車輛で製造され、沼津機関区に配置された。

#### 登場の経緯
身延線の新性能化では115系2000番台の新製投入が決定したが、郵便・荷物電車についてもクモハユニ44形を新性能車に置き換えることになった。従来の新性能郵便・荷物電車では郵便車のクモユ141形と荷物車のクモニ143形が存在したが、身延線の線区事情を考慮して郵便室・荷物室を半分ずつ設けた合造車として投入されることになり、1981年7月にクモユニ143形4両が投入された。

#### 構造
車体は荷物車のクモニ143形に準じているが、モハ114形2600番台と同様に身延線の狭小トンネルを考慮してパンタグラフ設置部の屋根高さが20 mm低くなった。側窓は荷物室・荷扱車掌室ともに幅665 mmのユニット窓が設けられたほか、郵便室には角に丸みを帯びた長方形状の明かり取り窓が設置された。
車内配置はクモニ143形の荷物室を郵便室と荷物室で2分割する形の割り振りで、前位側より第1運転室、郵便室、荷物室、トイレ、荷扱車掌室、第2運転室の配置とされた。荷物室・郵便室の扉はクモニ143形と同様に幅1,800 mmの両開き扉が片側2ヶ所に設置されている。荷物室の荷重は4.45 t、郵便室の荷重は3.93 tである。
塗装は身延線に同時に投入された115系と同じく、ワインレッド（赤2号）に白帯（クリーム10号）といういわゆる身延色であった。
機器類はクモニ143形と共通のものが搭載されており、主電動機は出力100 kWのMT57A、主制御器はCS44、台車はDT21Cである。電動発電機もクモニ143形と同じく出力70 kVAのMH97A-DM61A、空気圧縮機はMH80A-C1000が搭載された。パンタグラフは身延線の狭小トンネルに対応するため取付け部を低くしており、PS23Aが1基搭載された。

#### 運用
1985年（昭和60年）3月19日、身延線の郵便・荷物輸送廃止にともない、全車が長岡運転所に転属し、同区の旧型車を置き換えた。なお、この際にスノープラウを装備するなどの改造が施された。
1986年（昭和61年）11月1日、国鉄の郵便・荷物輸送が基本的に廃止されることとなったが、外房線・内房線の新聞荷物輸送は道路事情の関係により存続されることとなり、それまで両線で使用されていたモハ72形改造のクモユニ74形置き換えのため、全車が幕張電車区に転属した。その際にスノープラウは撤去された。
身延線の郵便・荷物輸送廃止により長岡運転所へ転属して順次湘南色に塗り替えられたが、1のみ1986年10月27日付けで身延色のまま幕張へ転属した。その後の1988年1月の全般検査をスカ色で出場したため、湘南色の時期はない。1988年6月から10月にかけ、2 - 4も順次スカ色に塗り替えられ、その際に側面の「郵便」表記はなくなった。
1996年（平成8年）12月1日のダイヤ改正で、房総地区の新聞荷物輸送は合理化のため旅客車両（113系）を用いて行われることになり、余剰車となった。1・3は12月5日付けで長野総合車両所に転属し、車両基地内の入換や職員輸送に用いられていたクモヤ90形を置き換えた。転属後にスカートは撤去され、連結器も双頭式に交換された。
2010年（平成22年）3月13日のダイヤ改正では、職員輸送が出入区列車に振り替えられて廃止され、以降は基本的に構内入換用となっていた。2は1997年（平成9年）6月27日に除籍されて東京総合車両センターの入換動車となったが、2010年2月に解体され現存しない。4は小山電車区に転属したが、大宮に留置された後、2000年（平成12年）1月5日に除籍、2001年（平成13年）12月に解体された。
2015年（平成27年）3月改正で信越本線（長野以北）がしなの鉄道へ経営分離され、長野総合車両センターに出入区する列車が減少したことから、長野総合車両センターと長野駅電留線を往復する入換運転が実施されるようになった（職員輸送は行わない）。この往復運転に使用されるのは基本的に1であり、3はダイヤ改正以降、基地構内の入換専用車として区別されている。ちなみに、2016年（平成28年）8月現在、3については2エンド（パンタグラフ）側の方向幕が抜かれている。
2018年（平成30年）改正でクモヤ143-52が松本から長野へ転属となり、長野駅往復入換運転はクモユニ143-1と交替で行われている。なお余剰となった3は8月4日付けで除籍され、東京・大宮総合訓練センターの訓練用機械に転用された。
2019年（平成31年）3月改正で長野駅往復入換運転は再び廃止され、余剰となっていた1は、6月18日に廃車置場へ移動・留置され、10月15日付で廃車された。これにより、国鉄時代から継承されてきた「郵便・荷物電車」は、当該車が籍を有する最後の1両であったため、JR線上から姿を消すことになった。

### クモユ143形
1982年、長野地区の郵便車併結の客車列車の一部が電車化されるのにともない、郵政省所有の郵便車（私有車）として9月17日に3両が新製された。製造所はいずれも川崎重工業である。

#### 登場の経緯
東北・上越新幹線が大宮以北で暫定開業した1982年11月15日のダイヤ改正では、東北・高崎線と信越線系統において横浜羽沢 - 上沼垂・直江津間を結ぶ郵便荷物列車が設定されることになり、郵便電車3両の増備が必要になった。これに対応するため、クモヤ143形をベースに郵便電車としたクモユ143形が1982年9月に3両登場した。

#### 構造
車体構造や機器配置は前述のクモニ143形をベースとするが、車体中央には車内で郵便物を区分するための区分室が設けられている。他の郵便車と同じく、区分室上部には冷房装置（分散式AU13E形×3基）が設けられていた。
側窓は通常締切郵袋室に幅644 mmと幅390 mmのものが、郵便区分室に幅644 mmと幅390 mm、幅625 mmのものが、小包締切郵便室には幅644 mmのものが設けられた。郵便区分室の明かり取り窓は角に丸みを帯びた長方形状のものが設けられた。
室内配置はクモユ141形と比較して通常締切郵袋室と小包締切郵便室の順序が入れ替わり、前位側より第1運転室、通常締切郵袋室、区分室、休憩室、水タンク室、トイレと洗面所、小包締切郵便室、第2運転室の配置とされた。郵便室の荷重は6 tである。側引戸は小包締切郵便室が幅1,200 mm、通常締切郵袋室は幅900 mmとなった。
主要機器類はクモニ143形に準じているが、電動発電機は制御・冷房電源兼用とするため容量20 kVAのMH122C-DM76Cが搭載された。冷房装置は通常締切郵袋室、区分室、小包締切郵便室の屋根上に1基ずつ設けられ、容量5,500 kcal/hのAU13EN形が3基搭載されている。パンタグラフはPS16J形が1基搭載されたが、運用計画変更で狭小トンネルのある中央東線・篠ノ井線へ入線する可能性を考慮して折り畳み高さの低いPS23系への交換が考慮された構造になった。
細かな点では、他の143系列では正面窓の支持方法がHゴムによるものである一方、本形式のみ金属板押さえによる支持方法が採られていた事が、外観上異なるものであった。

#### 運用
新製配置は1が長岡運転所、2・3が長野運転所であった。パンタグラフは1基の搭載で1が上野方向、2・3が高崎・長野方向を向いていた。
1986年（昭和61年）3月ダイヤ改正を控えた3月1日をもってトラック輸送に切り替えられ、全車両が運用を離脱した。長岡運転所配置車（1）は2月28日の長岡到着分、長野運転所配置車（2・3）は3月1日の長野到着分が最終仕業となった。その後、9月30日の鉄道郵便輸送廃止により、10月1日付けで全車が廃車された。
1982年（昭和57年）11月の運用開始から わずか3年半ほどの活躍にとどまり、全般検査を受けずに廃車となった。

## 改造車

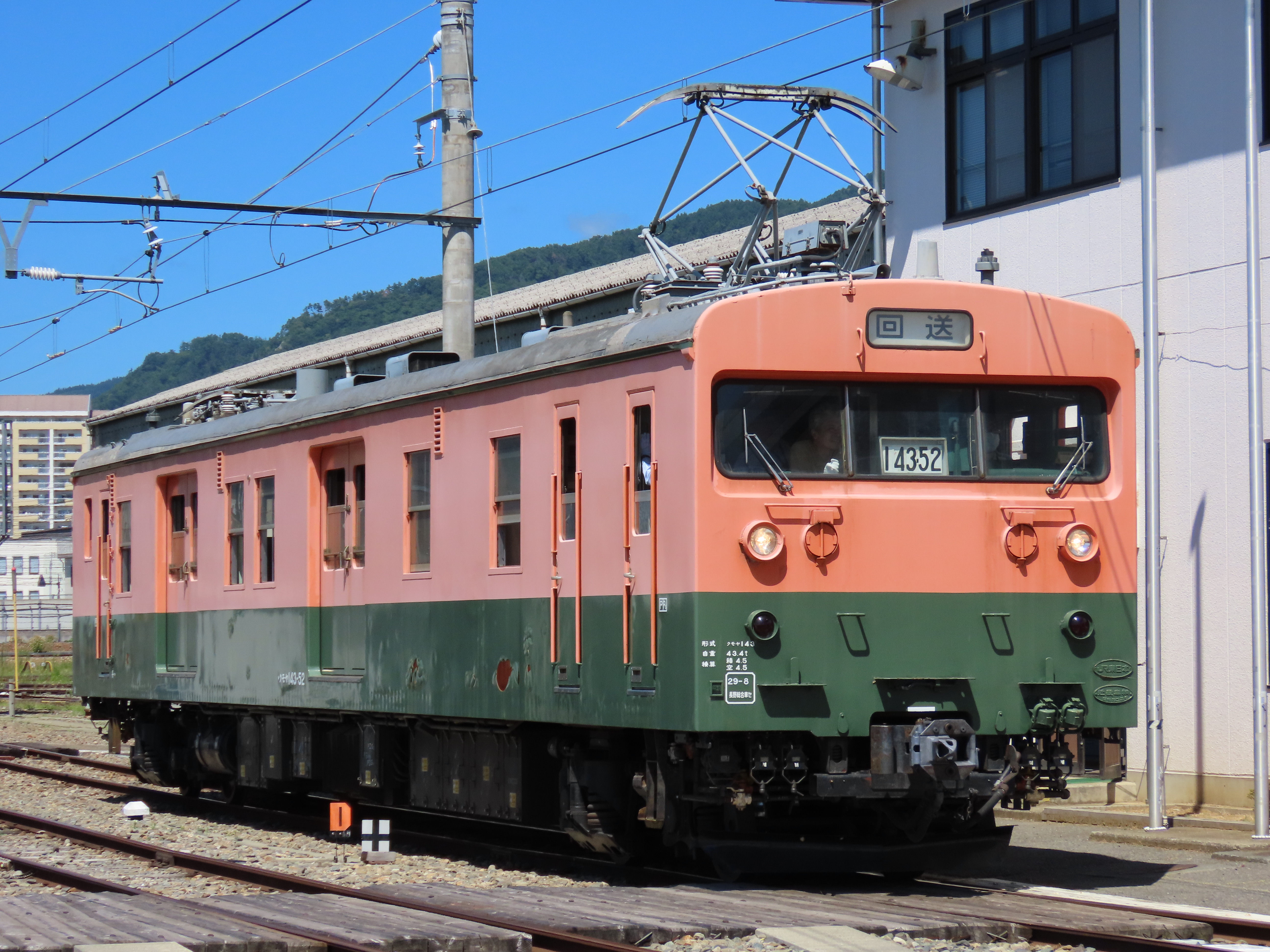
クモヤ143-52

### クモヤ143形50番台
1986年（昭和61年）の荷物輸送全廃にともない余剰となったクモニ143形から、将来のクモハ123形化改造を考慮して改造された。1986年11月のダイヤ改正で行われた車両転属により特急「雷鳥」「白鳥」「北越」用の485系が上沼垂運転区（現在：新潟車両センター）に転入したが、485系は同区初の交直流電車であり、同系の工場入出場を新津車両所（後の総合車両製作所新津事業所）にて行うことになったが、入出場における交直流電車と併結可能な牽引車が必要になったため、クモニ143形から2両が改造された。
種車のクモニ143形はクモヤ143形をベースにした車両で、荷物車としての形態はクモニ83形に準じている。車体寸法はクモヤ143形0番台と共通であるが、前面は非貫通構造である。
クモヤへの改造の際に連結器が双頭式となり150 mm伸びたため、全長は従来の20,000 mmから20,300 mmとなった。前面排障器（スカート）を撤去した以外はスノープラウが残されるなど種車とほとんど変わっておらず、塗装も湘南色であり、車内についても荷物室や荷扱い車掌室が残存し、荷物電車時代の面影を強く残している。クモニ143形自体がクモヤ143形をベースに設計されているため基本的に0番台と同一性能だが、交流直流両用電車の制御も可能となっている。ATCは搭載していない。
改造当初は2両とも上沼垂運転区に配置された。JR東日本に2両とも継承され、最終的に新潟車両センターに51が、松本車両センターへの転出を経て長野総合車両センターに52がそれぞれ配置されていた。
新旧番号対照は次のとおりである。改造所はいずれも新津車両所。出場日は51が1986年12月3日、52は12月23日。
- クモニ143-4→クモヤ143-51
- クモニ143-5→クモヤ143-52

2022年8月2日に52が廃車となり、9月16日に51も廃車されたため、廃区分番台となった
51は廃車直後に解体されたが、52は廃車後も入換動車として長野総合車両センター構内でのみ稼働している。

### クモヤ743形

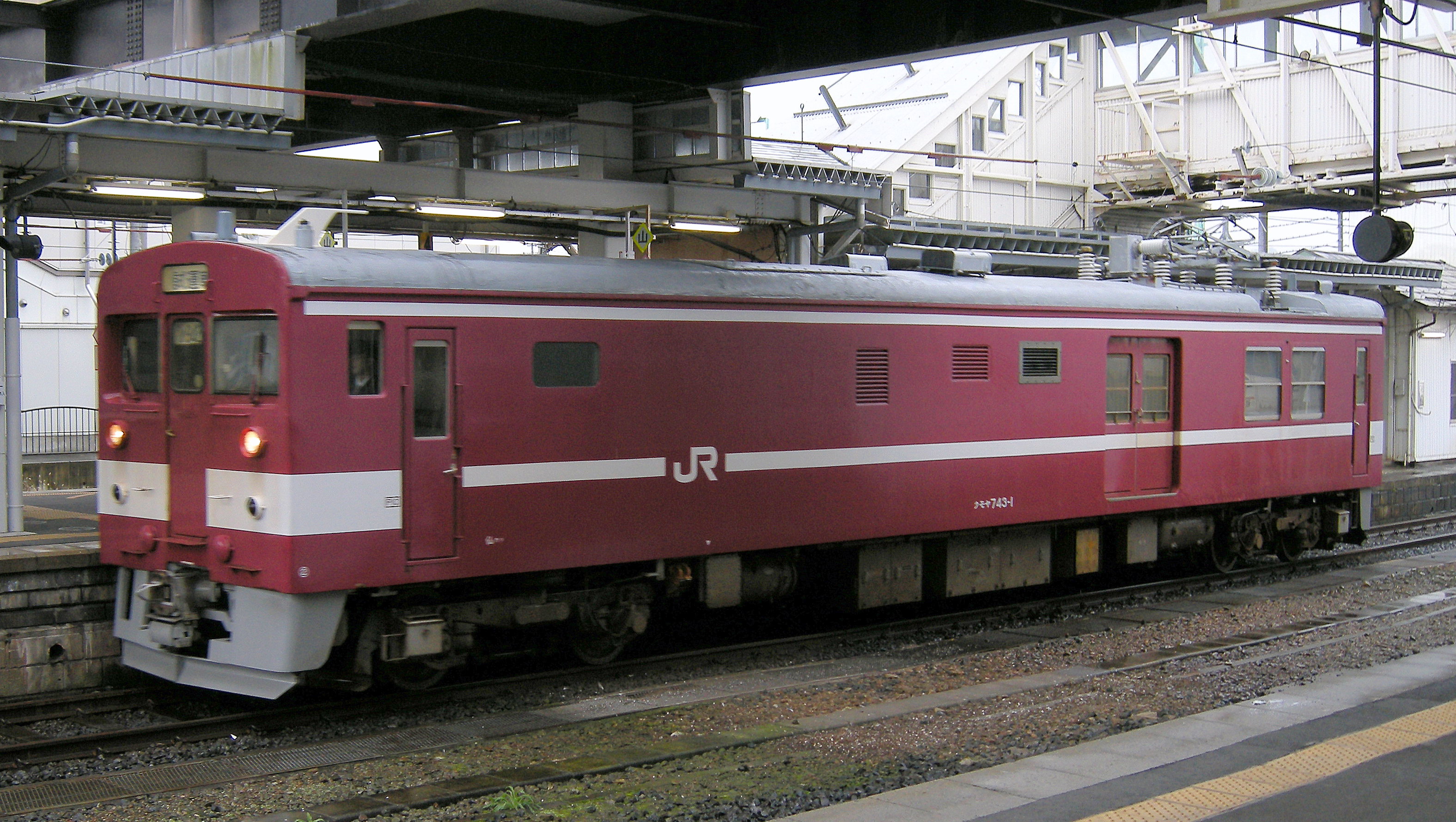
クモヤ743形

クモヤ143-3は山形新幹線開業前の1992年（平成4年）6月23日に新幹線対応（標準軌・交流）のクモヤ743形に改造された。2014年11月8日に廃車となっている。

### クモハ123形

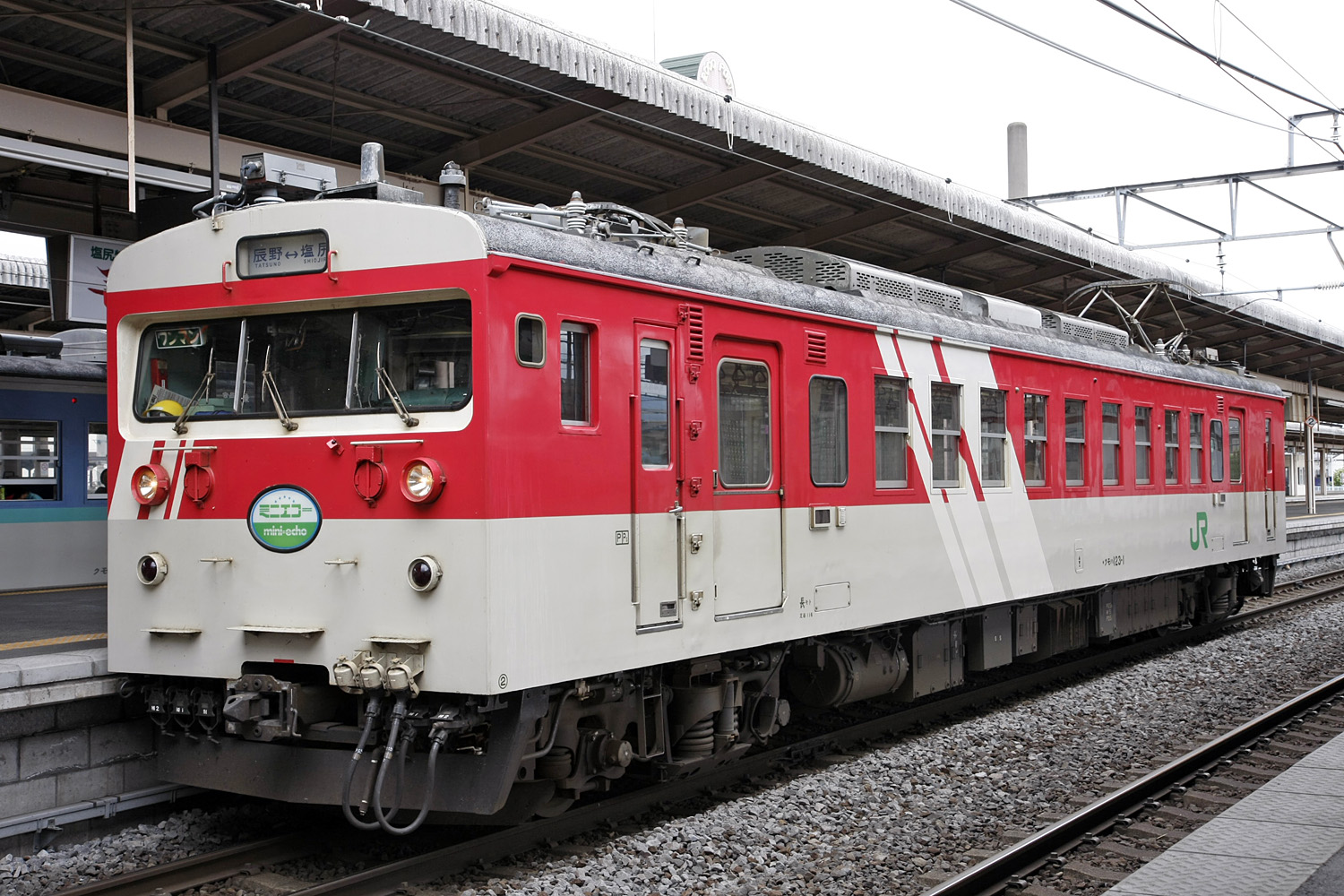
クモハ123-1

クモニ143形は車齢が浅かったこともあり、6両が旅客車化されクモハ123形に改造された。改造後の車番対照は以下の通り。
当初はクモユ143形の改造が検討されたが、郵政省の所有であることから実現には至らず、クモニ143形が選ばれた経緯がある。
- クモニ143-1→クモハ123-1
- クモニ143-2→クモハ123-2
- クモニ143-3→クモハ123-3
- クモニ143-6→クモハ123-4
- クモニ143-7→クモハ123-5
- クモニ143-8→クモハ123-6